# Ноель Керролл
Но́ель Ке́рролл (англ. Noël Carroll, нар. 1947, Фар-Роквей, Квінз, Нью-Йорк) — американський філософ мистецтва та теоретик кіно. Президент Американського товариства естетиків, відомий через свою працю «Філософія жахіть, або Парадокси серця» (1990) та антологію з Пост-Теорії, яку він укладав разом із Девідом Бордвеллом.

## Життєпис
Керролл народився у 1947 році в Фар-Роквей, Квінз, у Нью-Йорку. Навчався у католицьких школах, згодом вступив до університету Гофстра, де почав писати про кіно, театр та мистецтво у факультетській газеті «Hofstra Chronicle». Разом з редактором газети, Ричардом Кожарскі, заснував кіноклуб: «Він [Кожарські] був президентом, а я був віцепрезидентом, це означало, що я носив проектор».
Отримавши бакалаврський диплом з філософії у 1969 році Керролл вступив до магістратури Університету Піттсбурга, яку завершив у 1970 році. Там він також заснував кіноклуб разом із Джорджем Вілсоном.
|  | Чим більше я займався дослідженнями кіно, тим глибше я усвідомлював те, що я не Годар. Я почав підозріло ставитися до «філософування через фільми», бо мені здавалося, що багато людей, зокрема сьогодні, використовують фільми як можливість говорити про те, що їх цікавить більше. Я сприймаю структуралізм та марксизм як приклади такого ставлення. Фільми стають засобами для того, щоб резюмувати різні філософські або соціологічні позиції, які подобаються цим людям. Оригінальний текст (англ.) The more that I became involved in film studies, the more I realized I wasn’t Godard. I also became suspicious of “philosophizing through film,” because it seemed to me that a lot of people, especially in those days, used film as an opportunity to talk about something else that they were more interested in. I see structuralism and psychoanalytic Marxism as examples of that. Film became a vehicle for people to summarize various beloved philosophical and sociological positions. |

У 1970 році через проблеми з працевлаштуванням Керрол вирішив змінити напрямок своєї спеціалізації та вступив до магістратури з досліджень кіно до Університету Нью-Йорка, яку завершив у 1974 році. Протягом цього періоду він переважно займався «описовою критикою», що була пов'язаною з феноменологією, але акцент в ній робився на досвіді індивідуального сприйняття самого фільму. Керрол виступив проти «теорії авторського кіно», яку популяризував у США Ендрю Сарріс. У 1976 році Керрол став професором-асистентом Університету Нью-Йорку та був запрошений третім редактором журналу «Millennium Film Journal», разом із Вікі Петерсон та Девідом Шапіро.
Керол є представником когнитивістського напрямку у теорії кіно, в різний час він працював не тільки критиком і редактором, але і сценаристом документальних фільмів.